# Хохлатське
Хохлатське (рос. Хохлатское) — село у Ромненському районі Амурської області Російської Федерації. Розташоване на території українського історичного та етнічного краю Зелений Клин.
До 2020 року ходило до складу муніципального утворення Чергалинська сільська рада. Населення становить 36 осіб (2018).

## Історія
З 20 жовтня 1932 року входить до складу новоутвореної Амурської області. З 1 лютого 1963 року — у складі Ромненського району.
З 1 січня 2006 року входить до складу муніципального утворення Чергалинська сільрада.